# Schleppzug M 17
Pour plus de détails, voir Fiche technique et Distribution.
Schleppzug M 17 (titre américain : Tugboat M 17) est un film allemand réalisé par Heinrich George et Werner Hochbaum, sorti en 1933. 

## Synopsis
Un homme, qui vit avec sa femme et son enfant sur un remorqueur sur la rivière à Berlin, fait la connaissance d'une jeune femme séduisante Gescha. Leur relation va créer une histoire d'amour, de trahison et de tristesse...

## Fiche technique
- Titre : Schleppzug M 17
- Titre américain : Tugboat M 17
- Réalisation : Heinrich George et Werner Hochbaum
- Scénario : Willy Döll
- Cinématographie : Adolf Otto Weitzenberg
- Direction artistique : Robert Scharfenberg
- Montage : Ella Stein
- Musique : Will Meisel, Alex Stone, Etienne Blanche, Richard Dochan, Schaeffers, Günther Schwenn
- Pays d'origine :  Allemagne
- Producteurs : Gustav Lorenz
- Sociétés de production : Orbis-Film, P. M. Film
- Durée : 78 minutes
- Format : Noir et blanc - 1,37:1 - Mono
- Dates de sortie : Allemagne : 19 avril 1933

## Distribution
- Heinrich George
- Berta Drews
- Joachim Streubel
- Betty Amann
- Wilfried Seyferth
- Maria Schanda
- Robert Müller
- Kurt Getke
- Friedrich Ettel
- Hansjoachim Büttner
- Walter Steiner
- Alexander Jonas